# Hyposidra nigrivincula
Hyposidra nigrivincula là một loài bướm đêm trong họ Geometridae.